# جرترود اریکا پرلمن

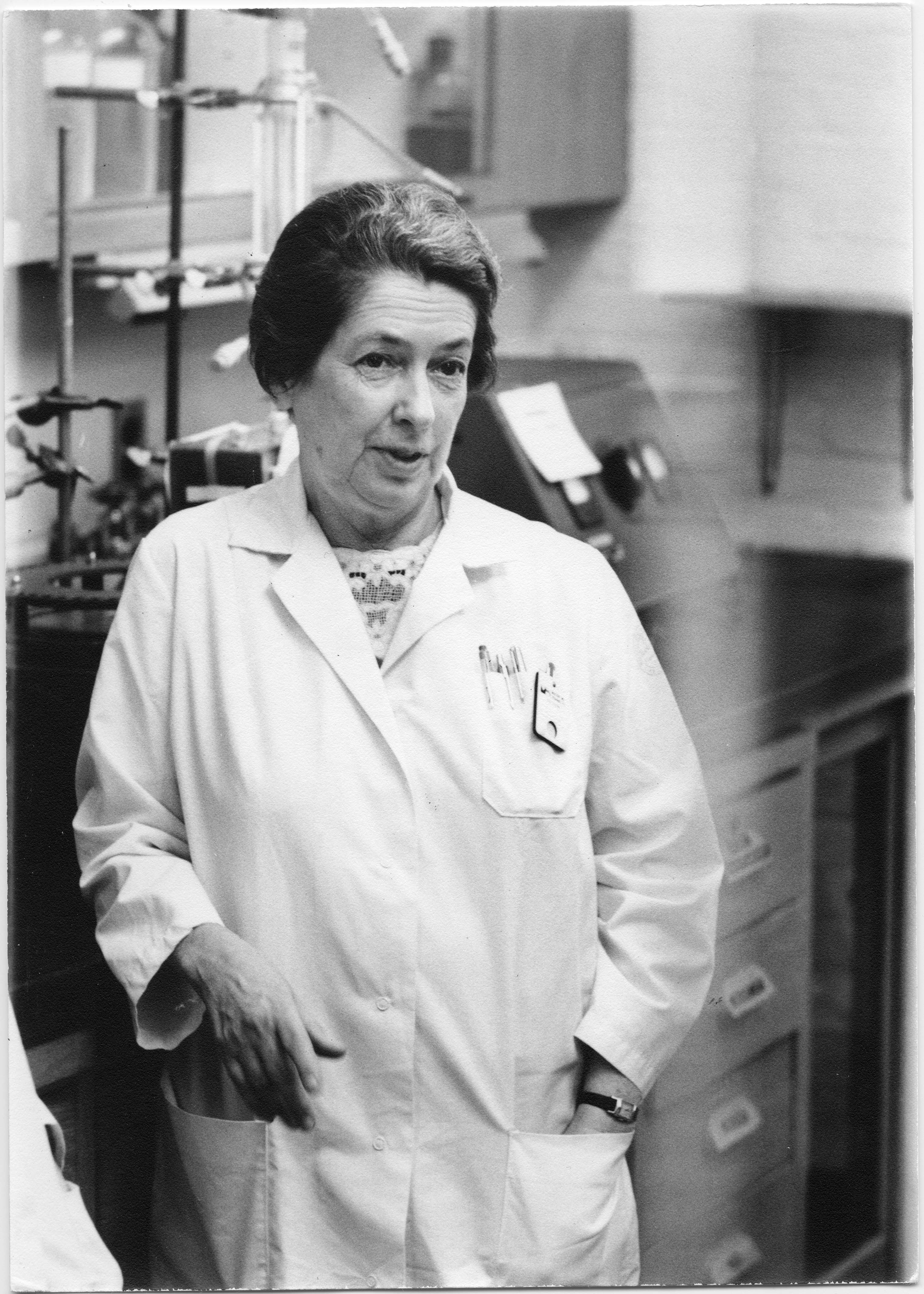
پرلمن در دانشگاه راکفلر

جرترود اریکا پرلمن (زادهٔ آوریل ۱۹۱۲ – درگذشته در ۹ سپتامبر ۱۹۷۴) زیست‌شناس شیمی‌دان و بیوشیمی‌دان متولد امپراتوری اتریش-مجارستان بود که در ایالات متحده فعالیت می‌کرد. او به خاطر کارهایش در شیمی پروتئین، به ویژه کشف‌هایش در زمینه زیست‌شناسی فسفوپروتئین‌ها و ساختار و عملکرد پپسین و پپسینوژن شناخته می‌شود.

## اوایل زندگی
پرلمن در تاریخ ۲۰ آوریل ۱۹۱۲ در لیبرتس (ریشنبِرگ)، امپراتوری اتریش-مجارستان در یک خانواده یهودی به دنیا آمد.

## تحصیلات
او در سال ۱۹۳۶ دکترای شیمی و فیزیک خود را از دانشگاه آلمانی پراگ دریافت کرد. او در همان سال از اشغال نازی چکسلواکی به دانمارک گریخت. او ادامه آموزش‌های پسادکترای خود را در کپنهاگ در مؤسسه زیست‌شناسی آزمایشگاه کارلسبرگ تحت سرپرستی دکتر فریتز لیپمن و پروفسور ک. لیندرستروم-لانگ تا سال ۱۹۳۹ ادامه داد.

## حرفه
در آغاز جنگ جهانی دوم، او به ایالات متحده مهاجرت کرد. او تحقیقات خود را در دانشکده پزشکی هاروارد از ۱۹۳۹ تا ۱۹۴۶ ادامه داد و سپس در بیمارستان عمومی ماساچوست در بوستون، ماساچوست ادامه داد. او در سال ۱۹۴۶ به عنوان همکار بنیاد هم‌دلی به مؤسسه راکفلر در نیویورک سیتی منتقل شد. او ۲۸ سال عضو هیئت‌علمی بود و به درجه استاد رسید. در دوران حضور او در مؤسسه راکفلر، او با میکروبیولوژیست برجسته ربکا لنسفیلد همکاری کرد.

## جوایز
در دهه ۱۹۶۰، او مدال نقره‌ای از جامعه شیمی دریافت کرد و نیز لژیون افتخار از فرانسه دریافت نمود. او یکی از نخستین اعضای زن نامه‌نگار آکادمی علوم فرانسه بود. او در سال ۱۹۶۵ مدال گاروان–اولین را از انجمن شیمی آمریکا برای «خدمات برجسته به شیمی» دریافت کرد، به دلیل تحقیقاتش در مورد ساختار پپسین، آنزیمی که هضم غذا را تسریع می‌کند. همچنین در سال ۱۹۷۴ نشان لژیون افتخار فرانسه را دریافت کرد.

## انجمن‌های علمی
پرلمن عضو انجمن شیمی آمریکا، انجمن شیمی‌دانان زیستی آمریکا، انجمن بیوفیزیک، انجمن بیوشیمی بریتانیا و انجمن هاروی بود.

## زندگی شخصی
پرلمن عضوی از یک خانواده علمی برجسته بود. او خواهر بیوشیمی‌دان پیتر پرلمن بود که به همراه اوا انگوال در سال ۱۹۷۱ در دانشگاه استکهلم آزمایش ایمنوسوربنت آنزیمی (ELISA) را اختراع کرد. برادرزاده‌اش توماس پرلمن استاد در مؤسسه کارولینسکا است که به خاطر کارهایش در زمینه تعیین و نگهداری نورون‌های دوپامین در مغز شناخته شده است و همچنین دبیرکل کمیته نوبل برای فیزیولوژی یا پزشکی است.

## درگذشت
او در تاریخ ۹ سپتامبر ۱۹۷۴ به علت سرطان در بیمارستان نیویورک درگذشت.